# Euphorbia pterococca
Euphorbia pterococca — вид квіткових рослин родини молочайні (Euphorbiaceae).

## Опис
Однорічна рослина. Стебла голі, до 30 см заввишки, прості або трохи гіллясті біля основи. Листки 30×10 мм, нижні більші, ніж верхні, сидячі, зубчасті, принаймні у верхній половині, тупі, заокруглені або загострені. Плодові капсули 1,5–1,8 мм, глибоко ребристі. Насіння 1,1–1,3 x 0,9–1,3 мм, ясно коричневі. Цвіте і плодоносить з січня по червень.

## Поширення
Північна Африка: Алжир; Єгипет; Марокко; Туніс. Південна Європа: Греція; Італія; Франція; Португалія [вкл. Мадейра]; Гібралтар; Іспанія [вкл. Канарські острови]. Росте в чагарниках, на вологих луках, полях сільськогосподарських культур на висоті 50–500 метрів.